# 발기인
발기인(發起人)은 기업이 생성되었을 때, 사람들로 하여금 기업에 돈을 투자하도록 권유하는 사람을 뜻한다. 증권 인수업자가 여기에 속한다. 발기인은 일반적으로 좋은 믿음을 보여주어야 할 의무를 지니어, 잠재적인 투자자들에게 혼동을 주지 않도록 하며, 기업의 모든 경영 자료를 공개하여야 한다.

## 상법상 발기인
회사의 설립관여자이다.

## 부담관계
내부적으로는 정관의 기재에 따라 정관에 기재된 금액에 대하여는 회사가 부담하나, 이를 초과하는 비용은 발기인들이 연대하여 책임을 진다.

## 창립총회에서 변경가능성
창립총회는 변태설립사항이 부당하다고 인정되는 경우 이를 변경할 수 있는데, 변태설립사항을 엄격하게 규제하는 취지상 이러한 변경결의는 그 축소 또는 삭제와 같은 소극적 변경에 한하고 추가 또는 확장과 같은 적극적 변경은 허용되지 아니한다.

## 발기인의 보수
발기인의 보수란 발기인이 설립을 위하여 노무를 제공한 데 대한 대가를 의미한다.

## 발기인의 특별이익
발기인의 특별이익 및 이를 받을 자의 성명은 정관에 기재되어야 한다

### 조문
제289조(정관의 작성, 절대적 기재사항) (1) 발기인은 정관을 작성하여 이에 다음의 사항을 기재하고 각 발기인이 기명날인 또는 서명하여야 한다.
제291조(설립당시의 주식발행사항의 결정) 회사설립시에 발행하는 주식에 관하여 다음의 사항은 정관에 다른 정함이 없으면 발기인 전원의 동의로 이를 정한다.
1. 주식의 종류와 수
2. 액면이상의 주식을 발행하는 때에는 그 수와 금액
제297조(발기인의 의사록작성) 발기인은 의사록을 작성하여 의사의 경과와 그 결과를 기재하고 기명날인 또는 서명하여야 한다.
제301조(모집설립의 경우의 주식모집) 발기인이 회사의 실립시에 발행하는 주식의 총수를 인수하지 아니하는 때에는 주주를 모집하여야 한다.

## 판례

### 설립비용
발기인이 '설립사무 자체를 위해서' 지출하는 비용이라는 점에서 발기인 '성립후 회사를 위하여 개업준비행위로서 미리 지출하는 개업준비비용과는 구별된다. 정관작성의 비용, 주식청약서의 인쇄비, 주주의 모집을 위한 광고비, 설립사무소의 임대료 등이 설립비용에 해당한다.

##### 판례
- 회사의 설립비용은 발기인이 설립중의 회사의 기관으로서 회사설립을 위하여 지출한 비용으로서 원래 회사성립후에는 회사가 부담하여야 하는 것이다.[3]

## 미국
발기인은 아직 형성되지 않은 회사를 대신하여 행동하는 사람으로 자본조달, 장소물색, 사업원자재 조달 및 장비에 대한 계약을 하는 것이 일반적이다. 발기인은 당사자간 발기인이 책임을 지지 않는다는 명확한 증거가 있거나 아니면 회사가 발기인의 책임을 인수한다는 계약을 새로 체결하지 않는 회사를 설립을 위해 한 행위의 책임을 개인적으로 진다. 따라서 보통 설립된 회사는 사전에 설립 계약에 대해 책임을 지지 않으나 명시적으로 계약을 인수하거나 계약의 이득을 인정하는 경우 책임을 진다. 발기인은 준계약 법리에 따라 회사가 얻은 이익의 가치, 또는 계약의 묵시적 채택에 대한 이득을 보상받을 권리가 있다. 발기인은 회사와 신인관계에 있으며 신의성실하게 행동해야 하고 비밀리 개인 이득을 취해서는 안된다.